# Daihatsu Compagno
Daihatsu Compagno är en personbil som tillverkades av den japanska biltillverkaren Daihatsu mellan 1963 och 1970. 

## Daihatsu Compagno
Daihatsu Compagno var märkets första fyrhjuliga personbil. Den introducerades 1963 som täckt sedan. Två år senare tillkom en öppen cabriolet.

## Motor
| Modell | Motor              | Cylindervolym | Effekt | Bränslesystem   |
| ------ | ------------------ | ------------- | ------ | --------------- |
| 800    | 4-cyl radmotor ohv | 797 cm³       | 35 hk  | Enkel förgasare |
| 1000   | 4-cyl radmotor ohv | 958 cm³       | 56 hk  | Enkel förgasare |